# Montigny-le-Bretonneux
Montigny-le-Bretonneux és un municipi francès, situat al departament d'Yvelines i a la regió de l'Illa de França, sent la capital de l'aglomeració de municipis de Saint-Quentin-en-Yvelines. L'any 2003 tenia 35.824 habitants.
Forma part del cantó de Montigny-le-Bretonneux i del districte de Versalles. I des del 2004 de la Comunitat d'aglomeració Saint-Quentin-en-Yvelines.